# 阮氏梅英
阮氏梅英（1930年6月20日—2021年10月15日），教名克里斯蒂娜（Christine），原越南共和國總統阮文紹的妻子。越南第二共和國的首位第一夫人（1967年－1975年）。西方媒體經常稱呼她爲阮文紹夫人（英語：Madame Nguyen Van Thieu）。

## 生平

### 早年經歷
1930年6月20日，阮氏梅英出生於越南南方的美湫，是家中的第七個孩子（因此有別稱美湫七姑娘）。

### 第一夫人
1967年阮文紹當選越南共和國總統，阮氏梅英成爲了越南共和國的第一夫人。

### 流亡生活
2001年九一一事件發生後，阮文紹心臟病病情惡化，並於9月29日病逝。

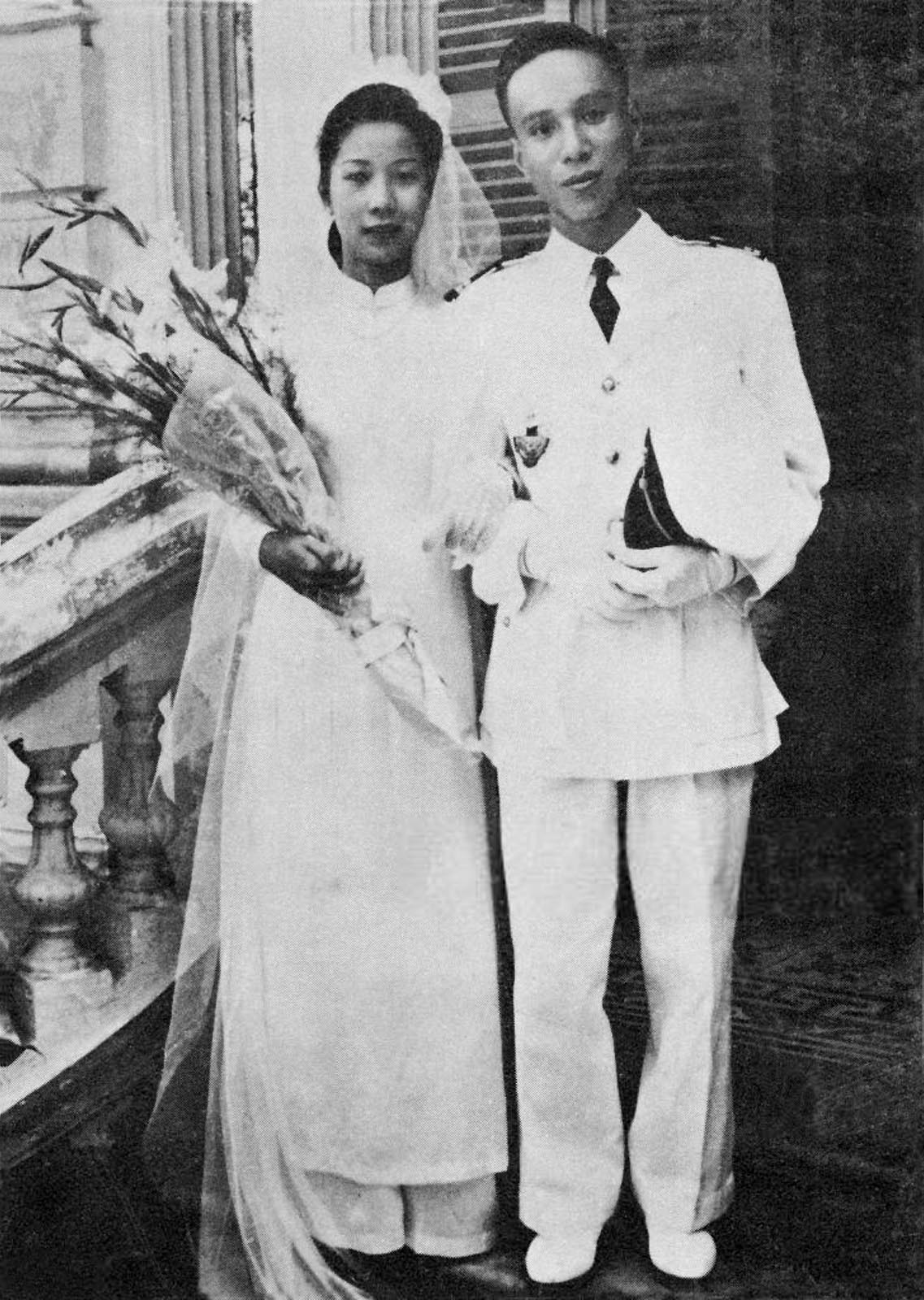
阮氏梅英與阮文紹，攝於1951年

2021年10月15日，阮氏梅英在美國加利福尼亞州逝世，享年91歲。

## 子女
阮氏梅英與阮文紹共生有一個女兒和兩個兒子：
- 阮氏俊英（Nguyễn Thị Tuấn Anh，長女）
- 阮光祿（Nguyễn Quang Lộc，長男）
- 阮紹隆（Nguyễn Thiệu Long，次男）